# Axel Schandorff
Axel Carl Schandorff (født 3. marts 1925 på Nørrebro i København, død 28. januar 2016) var en cykelrytter fra Danmark.
Schandorff blev olympisk bronzemedaljør i sprint. Han var på forhånd blandt favoritterne, og han vandt da også uden problemer sine første heats over henholdsvis Charles Bazzano fra Australien og Erich Welt fra Østrig. Fra kvartfinalen og frem blev der kørt bedst af tre afdelinger, og i kvartfinalen besejrede Schandorff amerikaneren Jack Heid med sejr i de to første afdelinger. I semifinalen måtte han dog se sig besejret af den senere guldvinder italieneren Mario Ghella efter to afdelinger. I kampen om bronzemedaljen vandt Schandorff igen over Bazzano efter sejr i de to første afdelinger.
Han stillede også op i 1000 meter på tid, hvor han kørte på tiden 1.15,5 minutter, hvilket rakte til en femteplads, et halvt sekund fra bronzepladsen.
Samme år blev han lige som i 1946 nummer to ved VM. Han blev dansk mester i sprint for amatøre fire gange 1946-1949 og kørte der efter som som professionel fra 1950. Dansk mester i sprint for professionele fem gange 1950-1954. Efter karrieren var han formand for den professionelle cykelsport i Danmark og banechef på Ordrupbanen i mange år.
Schandorff startede sin karriere som cykelbud for en guldsmed i Griffenfeldtsgade på Nørrebro. Han var også i lære som guldsmed og drev senere en egen guld- & sølvsmedeforretning i Studiestræde.
Axel Schandorff var far til balletdanseren Silja Schandorff.